# Lea Padovani
Pour les articles homonymes, voir Padovani.
Lea Padovani, née le 28 juillet 1920 à Montalto di Castro, dans la province de Viterbe, dans la région du Latium, en Italie et morte à Rome le 23 juin 1991 est une actrice italienne.

## Biographie
Lea Padovani a reçu une formation à l'Accademia nazionale d'arte drammatica et a d'abord commencé une carrière d'actrice dans des revues musicales puis au théâtre. Son premier grand succès théâtral date de 1944 aux côtés d'Anna Magnani dans la pièce Cantachiaro . En 1945, elle fait ses débuts au cinéma. À partir de 1947 elle apparaît dans des films internationaux. En 1949 elle est pressentie par Orson Welles pour jouer Desdémone dans Othello rôle auquel elle renonce. Privilégiant désormais le théâtre elle joue en 1957 La chatte sur un toit brûlant avec Gabriele Ferzetti et Gino Cervi. Au début des années 1960 elle se tourne également vers la télévision.
Son dernier film date de 1990, il s'agit de La Putain du roi.

## Filmographie partielle
- 1945 : L'Innocent Casimir (L'innocente Casimiro) de Carlo Campogalliani
- 1946 : Le soleil se lèvera encore (Il sole sorge ancora) d'Aldo Vergano
- 1948 : Che tempi! de Giorgio Bianchi
- 1949 : Donnez-nous aujourd'hui (Give Us This Day) d'Edward Dmytryk
- 1950 : Acte d'accusation de Giacomo Gentilomo
- 1951 : Trois Pas au Nord (Three Steps North) de W. Lee Wilder
- 1952 : Onze heures sonnaient (Roma ore 11) de Giuseppe De Santis
- 1952 : Les enfants ne sont pas à vendre (I figli non si vendono) de Mario Bonnard
- 1952 : Totò et les femmes (Totò e le donne) de Mario Monicelli et Steno
- 1953 : Drôles de bobines de Steno
- 1954 : Gran varietà épisode Le fin dicitore de Domenico Paolella
- 1954 : La Castiglione (La contessa di Castiglione) de Georges Combret
- 1954 : Le Séducteur (Il seduttore) de Franco Rossi
- 1954 : Les Enfants de la violence (Guai ai vinti) de Raffaello Matarazzo
- 1955 : Le Dossier noir d'André Cayatte
- 1955 : Pain, amour, ainsi soit-il (Pane, amore, e...) de Dino Risi
- 1955 : Chéri-Bibi de Marcello Pagliero
- 1956 : L'Intruse (L'intrusa) de Raffaello Matarazzo
- 1957 : Œil pour œil d'André Cayatte
- 1958 : Les Amants de Montparnasse (Montparnasse 19) de Jacques Becker
- 1958 : La Maja nue (The Naked Maja) de Henry Koster
- 1961 : La Princesse de Clèves de Jean Delannoy
- 1962 : Miracle à Cupertino (The Reluctant Saint) d'Edward Dmytryk
- 1963 : Germinal d'Yves Allégret
- 1963 : L'Ennui et sa diversion, l'érotisme (La noia) de Damiano Damiani
- 1964 : Frénésie d'été de Luigi Zampa
- 1966 : Un homme à moitié (Un uomo a metà) de Vittorio De Seta
- 1968 : Candy de Christian Marquand
- 1990 : La Putain du roi d'Axel Corti